# Hemibidessus spiroductus
Hemibidessus spiroductus là một loài bọ cánh cứng trong họ Bọ nước. Loài này được K.B.Miller miêu tả khoa học năm 2002.